# A Biff Brewster Mystery Adventure
A Biff Brewster Mystery Adventure, kurz: Biff Brewster, ist eine in den Vereinigten Staaten verlegte, aus dreizehn Bänden bestehende Abenteuer- und Kriminalromanreihe für Jugendliche. Der Name bezieht sich auf den Titelhelden Bruce „Biff“ Brewster.
Die Reihe erschien unter dem Verlagspseudonym Andy Adams. Dieses Pseudonym und damit die gemeinsame Autorschaft teilten sich die Schriftsteller Walter B. Gibson, Peter Harkins und Edward Pastore. Veröffentlicht wurden die Bände zwischen 1960 und 1965 im Verlag Grosset & Dunlap in New York. Teile der Serie erschienen auch auf Niederländisch, Norwegisch und Schwedisch.
Walter Brown Gibson verfasste die Bände 4, 7 und 13; Harkins die Bände 6, 10, 11 und 12; Pastore die Bände 5 und 8. Inwieweit die Bände 1 und 9 Gibson bzw. Pastore zugeordnet werden können, ist noch ungeklärt. Ebenfalls ungewiss ist die Autorschaft für die Bände 2 und 3.

## Zusammenfassung
Bruce „Biff“ Brewster ist ein 16-jähriger Jugendlicher, der seinen Vater, Thomas Brewster, regelmäßig zu dessen exotischen Arbeitsplätzen begleitet. Diese liegen meist in fernen Ländern, wo Thomas als Ingenieur der Ajax Mining Company wichtige und oft auch geheime Arbeiten durchführen muss. Parallel dazu löst Biff mysteriöse Rätsel oder klärt irgendwelche Verbrechen auf.

## Ausgaben
Im Verlag Grosset & Dunlap, New York, jeweils 1. Auflage:
1. Brazilian Gold Mine Mystery. 1960 (Autoren: Gibson/Pastore).
2. Mystery of the Chines Ring. 1960 (Autoren: unbekannt).
3. Hawaiian Sea Hunt Mystery. 1961 (Autoren: unbekannt).
4. Mystery of the Mexican Treasure. 1961 (Autor: Gibson).
5. African Ivory Mystery. 1961 (Autor: Pastore).
6. Alaska Ghost Glacier Mystery. 1961 (Autor: Harkins).
7. Mystery of the Ambush in India. 1962 (Autor: Gibson).
8. Mystery of the Caribbean Pearls. 1962 (Autor: Pastore).
9. Egyptian Scarab Mystery. 1963 (Autoren: Gibson/Pastore).
10. Mystery of the Tibetan Caravan. 1963 (Autor: Harkins).
11. British Spy Ring Mystery. 1964 (Autor: Harkins).
12. Mystery of the Arabian Stallion. 1964 (Autor: Harkins).
13. Mystery of the Alpine Pass. 1965 (Autor: Gibson).